# سابادهیدوگ
سابادهیدوگ (به مجاری:  Szabadhídvég) یک شهرداری در مجارستان است که در ناحیه انیینگ واقع شده‌است. سابادهیدوگ ۴۴٫۱ کیلومتر مربع مساحت و ۹۸۰ نفر جمعیت دارد.